# Goinger Halt
Die Goinger Halt ist ein Berg im Kaisergebirge in Tirol. Sie ist zweigipflig und besteht aus der nördlichen Hinteren Goinger Halt (2192 m ü. A.) und der südlichen höheren Vorderen Goinger Halt (2242 m ü. A.). Der Name „Halt“ bedeutet so viel wie Almweide und bezeichnet also den Gipfel über den Weidegebieten, die zum Ort Going gehören (vgl. Ellmauer Halt). Allerdings gehören beide Gipfel heute zur Gemeinde Kirchdorf in Tirol.

## Lage
Die Goinger Halten steigen unmittelbar östlich des Ellmauer Tors aus der Steinernen Rinne auf und liegen damit im zentralen Teil des Kaisergebirges. Westlich gegenüber befinden sich die Karlspitzen und die Fleischbank.
Nach Norden ist den Halten der Predigtstuhl vorgelagert. Nach Südosten folgt der Hauptkamm mit den Törlspitzen, der schließlich in der Ackerlspitze im Ostkaiser kulminiert und nach Nordosten fallen steile Felsabstürze ins Große Griesner Kar ab.

## Routen
Die Hintere Goinger Halt zählt zu den leichtesten und deshalb auch am stärksten besuchten Gipfeln des Wilden Kaisers. Ihr Gipfelkreuz ist über einen unschwierigen, markierten Steig vom Ellmauer Tor in 40 Minuten erreichbar. Dennoch ist hier Trittsicherheit erforderlich. An schönen Sommertagen drängeln sich zahlreiche Besucher auf den sehr beengten Gipfel.
Die Vordere Goinger Halt ist deutlich anspruchsvoller und ebenfalls vom Ellmauer Tor zu erreichen. Man folgt zunächst dem Steig in Richtung Hintere Goinger Halt, biegt aber an einer Scharte ("Grassattel") rechts ab und folgt Steigspuren, die nur durch Steinmandl „markiert“ sind. Nachfolgend wird die durchgängig durch Steinmännchen recht gut erkennbare Route (manche Steinmännchen zeigen nicht den einfachsten Weg an) felsig und ausgesetzt, sie verlangt ungesicherte Kletterei im II. Schwierigkeitsgrad nach UIAA-Skala. Ein kleiner Gratturm und ein kurzes Felswandl müssen überklettert werden (II). Die schwierigste Stelle ist ein Quergang im nahezu senkrechten Fels, der aber gut gestuft ist (3 Bohrhaken, ein Trittbügel) mit anschließender Traverse und Abstieg durch mit losem Material übersäte Grasschrofen. Danach folgt der Aufstieg durch eine steile Felsrinne, bei der ein Klemmblock überklettert werden muss (tritt-/griffarm, II+). Am Gipfelaufbau selbst ist eine Stelle durch mehrere Eisenklammern entschärft. Vielfach jedoch Gehgelände mit ausgesetzten Steigspuren mit Schuttauflage, die durch steile Grasschrofen führen.  Der mit einem Buch versehene Gipfel ist vom Ellmauer Tor nach gut eineinhalb Stunden erreicht und bietet nicht nur ein größeres Panorama, sondern auch mehr Ruhe als die Hintere Goinger Halt.
Eine beliebte Kletterroute im III. Grad führt von der Predigtstuhlscharte über den Nordgrat zum Gipfel der Hinteren Goinger Halt.